# Asperg
Asperg est une ville d'Allemagne dans l'arrondissement de Louisbourg, dans le land de Bade-Wurtemberg. Elle est située 15 km au nord de Stuttgart et à 4 km à l'ouest du centre de Louisbourg, dont elle jouxte le quartier d'Eglosheim. La forteresse d'Hohenasperg qui domine la ville servit de prison, le poète Friedrich von Schiller et l'économiste Friedrich List y furent enfermés.

## Jumelage
La ville d'Asperg est jumelée avec :
- Lure (France) depuis le 8 octobre 1967